# غلاديس بوستامينت
غلاديس بوستامينت (بالإنجليزية: Gladys Bustamante)‏ هي نقابية جامايكية، ولدت في 8 مارس 1912 في أبرشية ويستمورلاند ‏ في جامايكا، وتوفيت في 25 يوليو 2009 في كينغستون في جامايكا بسبب مرض.